# Singles (albums d'Elvis Costello)
Pour les articles homonymes, voir Singles.
Singles est une série de trois coffrets d'Elvis Costello sortie le 27 octobre 2003 sur le label Demon Westside. Ces coffrets sont sortis uniquement au Royaume-Uni. Ils reprennent l'intégralité des singles de Costello sortis entre 1977 et 1987.

## Singles, Volume 1
Albums de Elvis Costello
North
(2003) The Delivery Man
(2004)
Singles, Volume 1 est le premier coffret de la série. Il contient les singles publiés entre 1977 et 1980.

### Liste des pistes
| No  | Titre                                | Auteur                       | Durée |
| --- | ------------------------------------ | ---------------------------- | ----- |
| 1.  | Less Than Zero                       | Elvis Costello               | 0:46  |
| 2.  | Radio Sweetheart                     | Costello                     | 2:32  |
| 3.  | Alison                               | Costello                     | 3:26  |
| 4.  | Welcome to the Working Week          | Costello                     | 1:25  |
| 5.  | Alison [Alternate]                   | Costello                     | 3:05  |
| 6.  | (The Angels Wanna Wear My) Red Shoes | Costello                     | 2:47  |
| 7.  | Mystery Dance                        | Costello                     | 1:38  |
| 8.  | Watching the Detectives              | Costello                     | 3:48  |
| 9.  | Blame It on Cain (Live)              | Costello                     | 2:51  |
| 10. | Mystery Dance (Live)                 | Costello                     | 1:56  |
| 11. | Miracle Man (Live)                   | Costello                     | 3:55  |
| 12. | (I Don't Want to Go to) Chelsea      | Costello                     | 3:07  |
| 13. | You Belong to Me                     | Costello                     | 2:25  |
| 14. | Stranger in the House                | Costello                     | 3:06  |
| 15. | Neat Neat Neat (Live)                | Brian James                  | 3:15  |
| 16. | Pump It Up                           | Costello                     | 3:20  |
| 17. | Big Tears                            | Costello                     | 3:11  |
| 18. | Radio, Radio                         | Costello                     | 3:05  |
| 19. | Tiny Steps                           | Costello                     | 2:43  |
| 20. | Talking in the Dark                  | Costello                     | 1:59  |
| 21. | Wednesday Week                       | Costello                     | 2:06  |
| 22. | Oliver's Army                        | Costello                     | 2:58  |
| 23. | My Funny Valentine                   | Richard Rodgers, Lorenz Hart | 1:32  |
| 24. | Accidents Will Happen                | Costello                     | 3:03  |
| 25. | Talking in the Dark                  | Costello                     | 1:58  |
| 26. | Wednesday Week                       | Costello                     | 2:06  |
| 27. | I Can't Stand Up for Falling Down    | Costello                     | 2:06  |
| 28. | Girls Talk                           | Costello                     | 1:57  |

## Singles, Volume 2
Albums de Elvis Costello
North
(2003) The Delivery Man
(2004)
Singles, Volume 2 est le deuxième coffret de la série. Il contient les singles publiés entre 1980 et 1983.

### Liste des pistes
| No  | Titre                             | Auteur                       | Durée |
| --- | --------------------------------- | ---------------------------- | ----- |
| 1.  | High Infidelity                   | Costello                     | 2:30  |
| 2.  | Getting Mighty Crowded            | Costello                     | 2:10  |
| 3.  | Clowntime is Over No. 2           | Costello                     | 3:46  |
| 4.  | New Amsterdam                     | Costello                     | 2:15  |
| 5.  | Dr. Luther's Assistant            | Costello                     | 3:29  |
| 6.  | Ghost Train                       | Costello                     | 3:08  |
| 7.  | Just a Memory                     | Costello                     | 2:18  |
| 8.  | Clubland                          | Costello                     | 3:42  |
| 9.  | Clean Money                       | Costello                     | 1:57  |
| 10. | Hoover Factory                    | Costello                     | 1:47  |
| 11. | From a Whisper to a Scream        | Costello                     | 2:54  |
| 12. | Luxembourg                        | Costello                     | 2:28  |
| 13. | A Good Year for the Roses         | Jerry Chesnut                | 3:10  |
| 14. | Your Angel Steps Out of Heaven    | Jack Ripley                  | 1:59  |
| 15. | Sweet Dreams                      | Don Gibson                   | 3:01  |
| 16. | Psycho (Live)                     | Leon Payne                   | 3:36  |
| 17. | I'm Your Toy                      | Gram Parsons, Chris Ethridge | 3:48  |
| 18. | Cry! Cry! Cry!                    | Johnny Cash                  | 2:51  |
| 19. | Wondering                         | Joe Werner                   | 2:23  |
| 20. | My Shoes Keep Walking Back to You | Lee Ross, Bob Wills          | 2:05  |
| 21. | Blues Keep Calling                | Janis Martin                 | 2:09  |
| 22. | Honky Tonk Girl                   | Loretta Lynn                 | 2:27  |
| 23. | You Little Fool                   | Costello                     | 3:12  |
| 24. | Big Sister                        | Costello                     | 2:19  |
| 25. | Stamping Ground                   | Costello                     | 3:10  |
| 26. | Man Out of Time                   | Costello                     | 5:30  |
| 27. | Town Cryer [Fast Version]         | Costello                     | 2:18  |
| 28. | Man Out of Time [DJ Edit]         | Costello                     | 4:18  |
| 29. | Imperial Bedroom                  | Costello                     | 2:49  |
| 30. | From Head to Toe                  | Smokey Robinson              | 2:37  |
| 31. | The World of Broken Hearts        | Mort Shuman, Doc Pomus       | 3:03  |
| 32. | Party Party                       | Costello                     | 3:17  |
| 33. | Imperial Bedroom                  | Costello                     | 2:49  |
| 34. | Pills and Soap                    | Costello                     | 3:46  |
| 35. | Pills and Soap [Extended]         | Costello                     | 4:12  |

## Singles, Volume 3
Albums de Elvis Costello
North
(2003) The Delivery Man
(2004)
Singles, Volume 3 est le troisième coffret de la série. Il contient les singles publiés entre 1983 et 1987.

### Liste des pistes
| No  | Titre                                               | Auteur                                       | Durée |
| --- | --------------------------------------------------- | -------------------------------------------- | ----- |
| 1.  | Everyday I Write the Book                           | Costello                                     | 3:56  |
| 2.  | Heathen Town                                        | Costello                                     | 3:11  |
| 3.  | Night Time                                          | Costello                                     | 2:56  |
| 4.  | Everyday I Write the Book [Extended Mix]            | Costello                                     | 4:55  |
| 5.  | Everyday I Write the Book [Special Version]         | Costello                                     | 5:05  |
| 6.  | Everyday I Write the Book                           | Costello                                     | 3:41  |
| 7.  | Let Them All Talk                                   | Costello                                     | 3:09  |
| 8.  | The Flirting Kind                                   | Costello                                     | 3:01  |
| 9.  | Let Them All Talk [Extended Remix]                  | Costello                                     | 5:59  |
| 10. | Peace in Our Time                                   | Costello                                     | 3:30  |
| 11. | Withered and Died                                   | Richard Thompson                             | 3:14  |
| 12. | I Wanna Be Loved                                    | Farnell Jenkins                              | 4:51  |
| 13. | Turning the Town Red                                | Costello                                     | 3:17  |
| 14. | I Wanna Be Loved [Extended Smoochy'n'Runny Version] | Jenkins                                      | 5:39  |
| 15. | I Wanna Be Loved [Version Discotheque]              | Jenkins                                      | 7:04  |
| 16. | The Only Flame in Town                              | Costello                                     | 3:38  |
| 17. | The Comedians                                       | Costello                                     | 2:35  |
| 18. | Baby It's You                                       | Burt Bacharach, Hal David, Barney Williams   | 3:13  |
| 19. | The Only Flame in Town [Version Discotheque]        | Costello                                     | 4:38  |
| 20. | Pump It Up [1984 Dance Mix]                         | Costello                                     | 3:30  |
| 21. | The People's Limousine                              | Costello, T-Bone Burnett                     | 3:38  |
| 22. | They'll Never Take Her Love From Me                 | Payne                                        | 2:53  |
| 23. | Don't Let Me Be Misunderstood                       | Bennie Benjamin, Sol Marcus, Gloria Caldwell | 3:21  |
| 24. | Baby's Got a Brand New Hairdo                       | Declan MacManus                              | 3:26  |
| 25. | Get Yourself Another Fool                           | Frank Haywood, Ernest Tucker                 | 4:04  |
| 26. | Don't Let Me Be Misunderstood                       | Benjamin, Marcus, Caldwell                   | 3:17  |
| 27. | Tokyo Storm Warning, Pt. 1                          | MacManus, Cait O'Riordan                     |       |
| 28. | Tokyo Storm Warning, Pt. 2                          | MacManus, O'Riordan                          |       |
| 29. | Black Sails in the Sunset                           | Costello                                     | 3:09  |
| 30. | I Want You                                          | MacManus                                     | 3:44  |
| 31. | I Hope You're Happy Now                             | Costello                                     | 2:59  |
| 32. | Blue Chair                                          | MacManus                                     | 3:42  |
| 33. | American Without Tears No. 2 [Twilight Version]     | MacManus                                     | 3:36  |
| 34. | Shoes Without Heels                                 | MacManus                                     | 4:17  |
| 35. | A Town Called Big Nothing (Really Big Nothing)      | MacManus                                     | 5:48  |
| 36. | Return to Big Nothing                               | MacManus                                     | 2:57  |
| 37. | A Town Called Big Nothing (The Long March)          | MacManus                                     | 5:45  |